# Mechanitis roqueensis
Mechanitis roqueensis är en fjärilsart som beskrevs av Felix Bryk 1953. Mechanitis roqueensis ingår i släktet Mechanitis och familjen praktfjärilar. Inga underarter finns listade i Catalogue of Life.